# Philothamnus battersbyi
Espèce
Synonymes
- Philothamnus irregularis battersbyi Loveridge, 1951

Philothamnus battersbyi est une espèce de serpents de la famille des Colubridae.

## Répartition
Cette espèce se rencontre au Soudan, en Éthiopie, en Somalie, en Ouganda, au Kenya et en Tanzanie.

## Description
L'holotype de Philothamnus battersbyi, une femelle adulte, mesure 1 045 mm dont 283 mm pour la queue.

## Étymologie
Cette espèce est nommée en l'honneur de James Clarence Battersby.

## Publication originale
- Loveridge, 1951 : On reptiles and amphibians from Tanganyika Territory : collected by C.P.J. Ionides. Bulletin of the Museum of Comparative Zoology at Harvard College, vol. 106, n. 4, p. 175-204 (texte intégral).